# Rickia hyperborea
Rickia hyperborea är en svampart som beskrevs av Balazuc 1988. Rickia hyperborea ingår i släktet Rickia och familjen Laboulbeniaceae.   Inga underarter finns listade i Catalogue of Life.